# Andreas Schellhorn

Andreas Schellhorn, Kupferstich Christoph Wilhelm Bock, 1812

Andreas Schellhorn (* 12. April 1761 in Volkach; † 26. Juni 1845 in Höchstadt an der Aisch) war Pfarrer, Dichter, Lexikograf und Sprachwissenschaftler, er wurde im Jahr 1832 Landtagsabgeordneter in der Kammer der Abgeordneten in der Bayerischen Ständeversammlung.

## Leben und Wirken
Andreas Schellhorn wurde am 12. April 1761 in der Amtsstadt Volkach geboren. Die Familie Schellhorn war eine der großbürgerlichen Familien der Stadt. Der Vater Johann Georg Schellhorn war Weinbauer, nahm aber als sogenannter Bergmeister, Aufseher über die Abgabe des Weinzehnts, Aufgaben des würzburgisch-fürstbischöflichen Stadtherren wahr. Er starb bereits am 17. Oktober 1766, woraufhin die Ehefrau Anna Maria neuerlich heiratete.
Der junge Andreas wuchs mit seinen drei Geschwistern auf. Einer seiner Brüder, Joseph Michael Schellhorn, stieg später als Frühmesser in Wien auf und war als Schriftsteller tätig. Andreas Schellhorn besuchte die Lateinschule Volkach unter den Lehrern Peter Ditzel und Georg Kampensis. Im Jahr 1774 zog er nach Würzburg, wo er einen sogenannten Stiftungs-Freitisch im Juliusspital erhalten hatte. Im Wintersemester 1777/1778 immatrikulierte sich Schellhorn an der Universität Würzburg.
Im Jahr 1781 trat er in das Würzburger Klerikalseminar der Universität ein und besuchte Kurse in Theologie und Philosophie, unter anderem bei Adam Joseph Onymus und Valentin Joseph Vornberger, der ein Vorbild für Schellhorn wurde. Durch einen Unfall geriet seine geistliche Laufbahn in Gefahr, weil ein Daumen amputiert werden sollte. Allerdings gelang es dem Arzt Karl Kaspar Siebold die Amputation zu verhindern. So konnte Schellhorn im Jahr 1781 die niedere Weihe entgegennehmen.
Im Jahr 1785 wurde er zum Priester geweiht. Nach einer Aushilfspriesterstelle in Volkach setzte man ihn zunächst als Kaplan in Wiesenfeld bei Karlstadt ein. Am 1. Januar 1791 nahm er auf Betreiben Vornbergers die Stelle als Präfekt am Würzburger Kilians-Seminar an. Hier gelang es ihm um 1791 in Philosophie zu promovieren. Nach kurzer Zeit in Rottendorf ernannte man Schellhorn zum Gymnasialprofessor in Würzburg.
Am 26. Juni 1800 wurde Schellhorn als Pfarrer der Georgskirche nach Höchstadt an der Aisch versetzt. 1804 stieg er zum Schulkommissar auf, ehe er 1809 Distriktschulinspektor wurde. Später, 1825, erhielt er den Ehrentitel eines Geistlichen Rates und stand dem Dekanat Höchstadt an der Aisch als Dechant vor. Im Jahr 1835 zeichnete man den Wissenschaftler und Abgeordneten mit der Ehrenmünze des Ludwigsordens aus. Am 31. Mai 1835 konnte Schellhorn sein 50-jähriges Priesterjubiläum feiern.
Seit 1797 war Schellhorn auch literarisch tätig und veröffentlichte neben einem Sprichwörterbuch auch Texte über das Verhältnis zwischen Staat und Kirche. Ab dem 20. August 1832 wurde er als Abgeordneter in die bayerische Ständeversammlung im Obermainkreis/Rezatkreis Klasse IIIa berufen, er nahm die Stelle des entlassenen Joseph Alois König ein. 1834 wollte Schellhorn krankheitsbedingt aus der Ständeversammlung ausscheiden, die schwerere Krankheit seines Ersatzmannes Gabriel Knogler verhinderte dies. Andreas Schellhorn starb am 26. Juni 1845 in Höchstadt.

## Werke (Auswahl)
Die Arbeiten Schellhorns, insbesondere die Sammlungen von Sprichwörtern, werden in der Germanistik als Standardwerke betrachtet. Zu Beginn des 21. Jahrhunderts veröffentlichte Wolfgang Mieder ein Faksimile der Sammlung.
- Andreas Schellhorn: Teutsche Sprichwörter, sprichwörtliche Redens-Arten und Denksprüche: Nebst einem Anhange von Sprichwörtern und Denksprüchen in lateinischer Sprache für Studierte und Studierende. Nürnberg 1797.
- Andreas Schellhorn: Disciplina gymnasii Wirceburgensis: inde a novissimo saeculi XVIII tricennio programmate descripta ; adiunctis rei literariae recentioris supplementis. Würzburg 1799.
- Andreas Schellhorn: Elegie, den in Tyrol gefallnen Vertheidigern des Bayerischen Vaterlandes. Höchstadt 1805.
- Andreas Schellhorn: Leitfaden zur Verwaltung des Pfarramts in seinen Dienstverhältnissen gegen den Staat im Königreiche Baiern: nebst einem Anhange von Formularen pfarramtlicher Ausfertigungen. Erlangen 1811.
- Andreas Schellhorn: Joseph Valentin Vornberger, der Theologie Doktor, Fürstbischöfl. Würzburgischer geistlicher Rath, und Regens des Klerikal-Seminars zum heil. Kilian zu Würzburg, nach seinem Leben und Wirken geschildert nebst der Verfassung jenes Seminars. Erlangen 1816.
- Andreas Schellhorn: Gedichte. Erlangen 1817.
- Andreas Schellhorn: Ode bei der ersehnten Ankunft des hochwürdigsten Herrn, Herrn Joseph Maria aus dem freiherrlichen Geschlechte von Fraunberg, Erzbischofs von Bamberg. Erlangen 1824.